# HS4000型柴油机车
HS4000型柴油机车是一台由英国霍克·西德利公司（Hawker Siddeley）、布拉什牵引集团（Brush Traction）于1967年试制的大功率柴油机车，属于面向英国铁路公司及海外出口的实验性产品，被命名为“紅隼”（Kestrel）。HS4000型机车装用一台瑞士苏尔寿公司的16LVA24型柴油机，装车功率4000马力（2980千瓦）；机车最高速度超过200公里/小时。
1968年至1971年间，这台机车曾交付英国铁路公司进行试运行，完成了125,000英里的运行考核，但并没有受到英铁的青睐。1971年7月，HS4000型机车送往莫斯科铁路展览会参展，随后苏联以127,000英镑购入，至1993年报废。